# WWE Unforgiven
WWE Unforgiven — шоу по рестлингу, проводимое в 1998—2008 годах рестлинг-промоушном WWE.

## Время и место проведения
| №  | Шоу                       | Дата             | Город                        | Арена                       | Прим.  |
| -- | ------------------------- | ---------------- | ---------------------------- | --------------------------- | ------ |
| 1  | Unforgiven: In Your House | 26 апреля 1998   | Гринсборо, Северная Каролина | Greensboro Coliseum Complex | [ 1 ]  |
| 2  | Unforgiven (1999)         | 26 сентября 1999 | Шарлотт, Северная Каролина   | Charlotte Coliseum          | [ 1 ]  |
| 3  | Unforgiven (2000)         | 24 сентября 2000 | Филадельфия, Пенсильвания    | First Union Center          | [ 2 ]  |
| 4  | Unforgiven (2001)         | 23 сентября 2001 | Питтсбург, Пенсильвания      | Mellon Arena                | [ 3 ]  |
| 5  | Unforgiven (2002)         | 22 сентября 2002 | Лос-Анджелес, Калифорния     | Staples Center              | [ 4 ]  |
| 6  | Unforgiven (2003)         | 21 сентября 2003 | Херши, Пенсильвания          | Giant Center                | [ 5 ]  |
| 7  | Unforgiven (2004)         | 12 сентября 2004 | Портленд, Орегон             | Rose Garden Arena           | [ 6 ]  |
| 8  | Unforgiven (2005)         | 18 сентября 2005 | Оклахома-Сити, Оклахома      | Ford Center                 | [ 7 ]  |
| 9  | Unforgiven (2006)         | 17 сентября 2006 | Торонто, Онтарио, Канада     | Air Canada Centre           | [ 8 ]  |
| 10 | Unforgiven (2007)         | 16 сентября 2007 | Мемфис, Теннесси             | FedExForum                  | [ 9 ]  |
| 11 | Unforgiven (2008)         | 7 сентября 2008  | Кливленд, Огайо              | Quicken Loans Arena         | [ 10 ] |